# Serie A de 1947–48
O Campeonato Italiano de Futebol de 1947–48, denominada oficialmente de Serie A 1947-1948, foi a 46.ª edição da competição máxima do futebol italiano e a 16.ª edição da Serie A. O campeão foi o Torino que conquistou seu 5.º título na história do Campeonato Italiano. O artilheiro foi Giampiero Boniperti, da Juventus (27 gols).

## Classificação
| Pos. | Equipes        | Pts | J  | V  | E  | D  | GP  | GC | SG  | Classificação ou Rebaixamento             |
| ---- | -------------- | --- | -- | -- | -- | -- | --- | -- | --- | ----------------------------------------- |
| 1    | Torino         | 65  | 40 | 29 | 7  | 4  | 125 | 33 | 92  | Campeão                                   |
| 2    | Milan          | 49  | 40 | 21 | 7  | 12 | 76  | 48 | 28  |                                           |
| 2    | Juventus       | 49  | 40 | 19 | 11 | 10 | 74  | 48 | 26  |                                           |
| 2    | Triestina      | 49  | 40 | 17 | 15 | 8  | 51  | 42 | 9   |                                           |
| 5    | Atalanta       | 44  | 40 | 16 | 12 | 12 | 48  | 41 | 7   |                                           |
| 5    | Modena         | 44  | 40 | 16 | 12 | 12 | 45  | 40 | 5   |                                           |
| 7    | Fiorentina     | 41  | 40 | 18 | 5  | 17 | 49  | 55 | –6  |                                           |
| 8    | Bologna        | 40  | 40 | 14 | 12 | 14 | 51  | 52 | −1  |                                           |
| 8    | Pro Patria     | 40  | 40 | 17 | 6  | 17 | 65  | 66 | −1  |                                           |
| 10   | Lazio          | 39  | 40 | 13 | 13 | 14 | 54  | 55 | −1  |                                           |
| 11   | Bari           | 38  | 40 | 14 | 10 | 16 | 38  | 60 | −22 |                                           |
| 12   | Genoa          | 37  | 40 | 15 | 7  | 18 | 68  | 65 | 3   |                                           |
| 12   | Internazionale | 37  | 40 | 16 | 5  | 19 | 67  | 60 | 7   |                                           |
| 14   | Livorno        | 36  | 40 | 11 | 14 | 15 | 45  | 62 | −17 |                                           |
| 14   | Lucchese       | 36  | 40 | 12 | 12 | 16 | 46  | 82 | −36 |                                           |
| 14   | Sampdoria      | 36  | 40 | 13 | 10 | 17 | 68  | 63 | 5   |                                           |
| 17   | Roma           | 35  | 40 | 13 | 9  | 18 | 54  | 69 | −15 |                                           |
| 18   | Salernitana    | 34  | 40 | 13 | 8  | 19 | 46  | 63 | −17 | Zona de rebaixamento à Serie B de 1948–49 |
| 19   | Alessandria    | 31  | 40 | 11 | 9  | 20 | 49  | 75 | −26 | Zona de rebaixamento à Serie B de 1948–49 |
| 20   | Vicenza        | 26  | 40 | 10 | 6  | 24 | 31  | 75 | −44 | Zona de rebaixamento à Serie B de 1948–49 |
| 21   | Napoli         | 34  | 40 | 12 | 10 | 18 | 50  | 46 | 4   | Zona de rebaixamento à Serie B de 1948–49 |

## Premiação
| Serie A 1947-1948           |
| Piemonte                    |
| --------------------------- |
| TORINO Campeão (5.º título) |

## Artilheiros
| Pos. | Jogador              | Equipe         | Gols |
| ---- | -------------------- | -------------- | ---- |
| 1    | Giampiero Boniperti  | Juventus       | 27   |
| 2    | Valentino Mazzola    | Torino         | 25   |
| 3    | Guglielmo Gabetto    | Torino         | 23   |
| 4    | Adriano Bassetto     | Sampdoria      | 21   |
| 5    | Amedeo Amadei        | Roma           | 19   |
| 5    | Ugo Conti            | Lucchese       | 19   |
| 7    | Francesco Pernigo    | Modena         | 18   |
| 7    | Angelo Turconi       | Pro Patria     | 18   |
| 7    | Riccardo Dalla Torre | Genoa          | 18   |
| 10   | Ettore Puricelli     | Milan          | 17   |
| 10   | Romano Penzo         | Lazio          | 17   |
| 12   | Ezio Loik            | Torino         | 16   |
| 12   | Renato Brighenti     | Genoa          | 16   |
| 12   | Bruno Quaresima      | Internazionale | 16   |
| 15   | Alberto Galassi      | Fiorentina     | 15   |
| 15   | Riccardo Carapellese | Milan          | 15   |
| 15   | Guido Tieghi         | Livorno        | 15   |